# Auguste Bouillet
Pour les articles homonymes, voir Bouillet.
Auguste Bouillet (Augusle-Nicolas-Victor), né le 3 janvier 1852 à Revigny-sur-Ornain (Meuse) et mort le 22 juillet 1904 à Fumay (Ardennes) est un prêtre, archéologue, historien d'art religieux, français. 

## Publications
L'église et le trésor de Conques (Aveyron) , avec 25 dessins de O'Callaghan d'après des photos de M.P. Clément,  Mâcon, 1892,   122 p. lire en ligne sur Gallica  [réédition  Nîmes, C. Lacour , 2003]
St-Etienne-du-Mont, photographies et gravures de Ch. G. Petit,  coll. Les Églises paroissiales de Paris, Paris, 1858, X. Rondelet & Cie,  20 p. lire en ligne sur Gallica
La Sainte-Chapelle,  Les Églises paroissiales de Paris, photographies et gravures de Ch. G. Petit, Paris, X. Rondelet & Cie, lire en ligne sur Gallica
Notre Dame, , t. 1 Extérieur, t.2 Intérieur t.3. Trésor, photographies et gravures de Ch. G. Petit, coll. Les Eglises paroissiales de Paris [lire en ligne]
La Folie de Saint-James à Neuilly, Paris, 1894, Plon, Nourrit et cie, lire en ligne sur Gallica
Liber miraculorum Sancte  Fidis, traduction, introduction et  notes par  A. Bouillet, Paris, 1897,Alphonse Picard et fils, 291 p. lire en ligne sur Gallica
 Sainte Foy, vierge et martyre à Agen , co-auteur L. Servières,   Rodez, 1900,  E. Carrère,  782 p., fig. et pl.
Monographie de l'église de Revigny (Meuse), par M. l'abbé A. Bouillet, etc. (1892) [réédition, Nîmes, C. Lacour, 2004]
L'Église de Montreuil-sous-Bois, Caen, 1904  lire en ligne sur Gallica
L'Art religieux à l'Exposition rétrospective du Petit Palais en 1900, Caen, H. Delesques ; Paris, 1901, A. Picard et fils, 71 p.
L'Église Sainte-Foy de Conches (Eure) et ses vitraux, étude historique et archéologique,  Caen, 1889, Delesques, 162 p. fig. et pl.